# 香港明朝歷史
明朝的香港地區在商貿上已漸漸蓬勃起來，人口亦有所增長，更成為海防要地，沿海有海盗为患。而当代香港一些地名開始在史籍中出現。據目前發現的史料，九龍的名稱最早見於明世宗嘉靖三十一年（1552年）應檟所著邊疆軍事志書《蒼梧總督軍門志》。香港島的名稱，最早見於明神宗萬曆年間（1573年至1619年）郭棐所著《粵大記》一書。該書所載的《廣東沿海圖》中，標有香港以及赤柱、黃泥涌、尖沙咀等地名。 明萬曆元年（1573年）香港一帶開始隸屬新安縣，一直至割讓給後來的大英帝國。地理大發現期間，葡萄牙的船隊與使節多次與明朝地方官員交接與軍力衝突。澳門以東的香港一帶卷入其中；儘管在明朝滅亡之時、清朝上升之際、英國船隻出現與荷蘭船隻途經香港的機遇，香港依然是名氣不大的漁港。

## 建置沿革
香港一帶自唐朝肅宗至德元年（756年）起，一直由東莞管轄，縣治位於到涌。1370年，明朝設官富巡檢司，大致相當於今香港地區:468。
但到了明世宗嘉靖四十年（1561年）夏天，南頭一帶發生饑民搶米暴動，鄉紳吳祚曾參與平息暴動，史稱「辛酉之變」。隆慶二年（1568年），南頭再發生饑荒，幸當地鄉紳及時救災。隆慶六年（1572年），吳祚等向剛上任的廣東海道副使劉穩請求在當地建縣。眾多官紳皆認為當地離東莞百餘里，管理不便，又常受海盜騷擾，紛紛附議。劉穩轉告兩廣總督殷正茂，奏准設立。「新安」一名有「革故鼎新，去危為安」之意。
自此由明萬曆元年（1573年）起從東莞守禦所劃出56里、7608戶、33971人，成立新安縣，縣治設在南頭。清順治三年，廣東總督佟養甲入粵，明朝知縣楊昌歸順清廷離任，清朝知縣張文煋蒞任。康熙五年，新安縣併入東莞縣。康熙八年七月，復新安縣，委番禺縣丞路一鼇暫署縣事。康熙九年，知縣李可成蒞任。

## 經濟
香港地區的經濟在明朝時主要靠種香、煮鹽、捕魚、耕種及燒灰等維持，當中以種香業最為篷勃。可是，原本於宋朝盛行於大步海（今吐露港）的採珠業，因產量日減，於嘉靖三十七年（1558年）正式廢置。
香港地區在明朝時開始盛產及出口香木。這種香木屬於莞香，又名女兒香，當年在廣東與江浙等地備受歡迎。王崇熙纂《新安縣志》卷二《奧地略．物產》曾提及香港地區往昔出產香木的景況：『香樹，邑內多植之。東路出於瀝源，沙螺灣等處為佳』。瀝源即今日新界的沙田等地，沙螺灣則在大嶼山西部。從香港的瀝源、大奚山（今大嶼山）沙螺灣等地生產的香樹製品皆用木箱裝好，會經陸路運至尖沙頭（今尖沙咀）的碼頭，用小艇送到石排灣（今香港仔），再用艚船（俗稱為「大眼雞」）運至廣州，最後運往蘇杭銷售。直到今日，沙田白田村附近尚有名叫香粉寮的地方。「香港」的名稱的由來，其中一個傳說就是因為香木的盛產和出口，因此有“香港”(運送香料的港口)这个名称。
鹽場方面，於明朝時位於九龍灣沿岸的官富場其作為鹽場的部分遭到撤廢，並與鄰近地區的鹽場合併。后曾重整為軍事汛站，稱為「官富巡檢司」，設有巡檢及司吏各一，並駐弓兵50名，以打擊販賣私鹽。當時官富巡檢司受「廣東鹽課提舉司」管轄。而所出產的海鹽，大多經梧桐山運往廣州。香港一帶的捕魚業也於明朝繼續發展。當時的漁船多集中於大嶼山北岸一帶。除捕魚外，漁船也會採摘香港沿海盛產的海藻、昆布及魚介。而農業方面，則主要產稻米、蔬菜和水果。
香港地區也開展了製瓷工業。在大埔碗窰遺址中，考古學家發現窰工可能早至明朝初期已開始製造青花瓷器。另一方面，在大嶼山竹篙灣亦出土了大量明朝青花瓷器。

## 軍事駐防
明朝在香港地區設防的目的，主要是為了防禦南中國海一帶沿海为患的海盜、日本來的「倭寇」，以及後來的葡萄牙和荷蘭的侵略者。明朝中葉，廣東沿海有三路巡海備倭官軍。其中的中路「自東莞縣南頭城，出佛堂門、十字門、冷水角諸海澳」。佛堂門在香港地區，該地區顯然屬於中路的防禦範圍。
明世宗嘉靖四十二年（1563年），福建巡撫譚綸、總兵戚繼光奏請恢復設置水師城寨（簡稱水寨）舊制。在此之後，明朝政府在廣東的潮州、惠州、廣州、高州、雷州、瓊州等地設置了六個水寨。在廣州地區的為南頭寨，防禦地區東至大屋，西至廣海； 從嘉靖四十四年（1565年）起，南頭寨的軍事首長是一名參將。明神宗萬曆十四年至十八年（1586年至1590年）一度改為由級別更高的總兵擔任。南頭寨舊額大小戰船53載，官兵1,486人。萬曆十九年（1591年）以後，戰船曾增至112艘，小陸官兵及雜役曾達到2,008人。該水寨轄有佛堂門、龍船灣、洛格、大澳、浪淘灣、浪白等汛地六處。每處汛地駐軍二百餘名。其中至少有佛堂門、大澳兩處汛地屬於今天的香港地區。

## 與西方的接觸
香港在中西外交關係史上也佔一席位。佛朗機（葡萄牙帝国）船長費爾南·佩雷茲·德·安德拉德在1516年率船隊前往中國，並於翌年8月15日（明武宗正德12年7月28日）抵珠江口與明朝廣東地方官員接洽，是為葡萄牙和明朝的第一次官方接觸。
從明武宗正德九年（1514年）起，佛朗機控制香港地區的屯門和后海灣達七年，並於屯門島（可能是大嶼山）當地立石柱，刻該國國徽於其上，以示佔領。佛朗機人還在該地建軍營、造火銃、設刑場、控制財物和人口。在廣東地方官員和北京中央的多番交涉不果 。
1521年（正德十六年），葡萄牙人強行駛入香港，企圖前往廣州貿易，曾在屯門附近與明朝水師激烈交鋒:3。廣東巡海道副使汪鋐督師，次年凱旋:468。
佛朗機人初時據險抗守，以火銃轟擊明軍，並欲佔據南頭城。汪鋐親臨前線，指授方略，用破船多載枯柴和乾燥的荻草，灌以油脂，因風縱火焚毀對方船隻；同時還用善游泳的人潛入水中，把對方的船鑿沉。汪鋐並得原本受聘於佛朗機人的華人協助，照對方的辦法製造銅銃、火藥，以此轟擊佛朗機人，繳獲他們的大小銃二十餘管。佛朗機人拋棄部份船隻，乘三艘大船逃走至馬六甲。翌年4月，葡軍再派出由六艘軍艦組成的艦隊企圖重新佔領屯門。8月，兩軍在大奚山茜草灣附近對峙。此戰從茜草灣海面一直打到海面，最後明軍大獲全勝。

此外，於明熹宗天啟二年（1622年），荷蘭軍有兩艘艦闖入佛堂門，惟得到當時的新安縣知縣陶學修率領軍民嚴陣以待。荷蘭軍退。荷蘭人不敢進攻，於海上遊弋數日，後退走。

### 来源

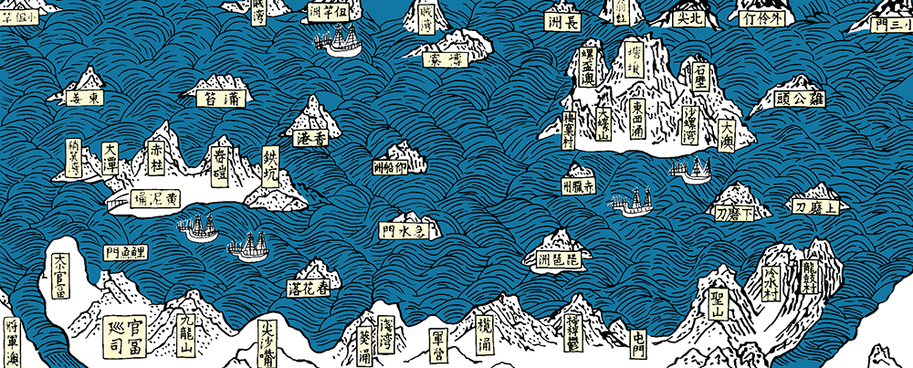
明朝萬曆二十三年 (1595)《粵大記．廣東沿海圖》節錄重繪，圖上為南、圖左為東

### 引用、注释
1. 1 2  主持：何文匯. . .  10分30秒 记录于. 1982年9月19日  [2021年1月10日]. 香港電台. （原始内容存档于2017年7月28日）. |city=被忽略 (帮助)
2. ↑  蔡兆浚. . 香港地方志. 2021-08-27. （原始内容存档于2024-05-24） （中文（繁體））.
3. 1 2  蔡兆浚. . www.hkchronicles.org.hk.   [2023-02-20]. （原始内容存档于2023-04-06） （中文）. （页面存档备份，存于）
4. ↑  .   [2007-07-19]. （原始内容存档于2006-11-09）. （页面存档备份，存于）
5. ↑  Disney, A. R. . 紐約，紐約州。: 劍橋大學出版社. 2009: 141-143. ISBN 978-0-521-73822-4.
6. ↑   [Archaeology and Antiquities] (電視節目). 香港: 香港電台電視部. 頭四分鐘内容
7. ↑   [Archaeology and Antiquities] (電視節目). 香港: 香港電台電視部.
8. 1 2  劉蜀永. . 三聯書店（香港）. 2016. ISBN 978-962-04-4016-8. （原始内容存档于2014-08-08）.
9. ↑  靳文謨，康熙二十七年（1688年）《新安縣志》
10. ↑  康熙《新安縣志》卷三 地理志 沿革
11. ↑  康熙《新安縣志》卷十一 防省志 遷復
12. ↑  陳, 嘉文. . 明報. 2015年2月15日  [2017年8月1日]. （原始内容存档于2015年9月7日）. （页面存档备份，存于）
13. ↑  蔡兆浚. . 香港地方志. 2021-08-03. （原始内容存档于2024-03-13） （中文（繁體））.
14. ↑  .   [2017-08-01]. （原始内容存档于2020-04-05）. （页面存档备份，存于）
15. ↑  . ISBN 988-211-135-1.
16. ↑  .   [2022-09-23]. （原始内容存档于2022-09-23）. （页面存档备份，存于）
17. ↑  .   [2007-07-19]. （原始内容存档于2005-03-23）. （页面存档备份，存于）
18. 1 2  蔡兆浚. . 香港地方志. 2022-04-19. （原始内容存档于2023-09-29） （中文（繁體））.
19. ↑  國務院港澳事務辦公室香港社會文化司編著. . 北京: 中共中央黨校出版社. 1997.
20. ↑  《汪公遺愛祠記》：「於正德辛巳出師，嘉靖壬午凱旋」
21. ↑  17世紀香港. 维基百科, 2017(20170426)[2017-04-26.]